# Katarina Luhr
Anna Katarina Monica Luhr, född 8 januari 1973 i Martin Luthers församling i Halmstad, är svensk apotekare och politiker (miljöpartist). Hon är ordinarie riksdagsledamot sedan 2022, invald för Stockholms kommuns valkrets. Hon var miljö- och klimatborgarråd Stockholms stad 2014–2022.

## Biografi
Luhr är politiker med inriktning på hållbarhetsfrågor. I oktober 2014 gick hon från att vara vice ordförande, till ordförande i Miljö- och hälsoskyddsnämnden. Hon är miljöborgarråd i Stockholms stad och sedan 2010 ledamot i Stockholms kommunfullmäktige. Från mars 2011 fram till mars 2015 var Luhr också ledamot i styrelsen för Stockholm Vatten och innan det, mellan 2008 och 2010, satt hon i styrelsen för Miljöpartiet Stockholms stad.
Innan Luhr valdes till miljöborgarråd var hon verksam vid Giftinformationscentralen där hon arbetade med information och rådgivning om skadliga kemikalier, bekämpningsmedel och läkemedel.
Luhr är utbildad apotekare vid Uppsala universitet och har forskat vid Karolinska institutet där hon tog doktorsexamen i neurovetenskap, med inriktning på prionsjukdomar, år 2004. Hon har varit Hjärnfondenstipendiat 2008 och 2009.
Sedan 2014 ansvarar Luhr även för Stockholms klimatpakt.
Luhr kandiderade i riksdagsvalet 2022 och blev ersättare. Hon utsågs till ny ordinarie riksdagsledamot från och med 18 oktober 2022 sedan Åsa Lindhagen avsagt sig uppdraget. I riksdagen är Luhr ledamot i civilutskottet sedan 2022 samt suppleant i EU-nämnden, finansutskottet, socialutskottet och trafikutskottet.